# Renato Hyshmeri
Renato Hyshmeri (Elbasan, 4 marzo 1989) è un calciatore albanese, centrocampista del Sopoti.

## Carriera

### Club
Cresciuto nell'Elbasani, squadra con la quale ha debuttato in campionato nel 2007.

## Statistiche

### Presenze e reti nei club
Statistiche aggiornate al 14 maggio 2016.
| Stagione        | Squadra          | Campionato      | Campionato | Campionato | Coppe nazionali | Coppe nazionali | Coppe nazionali | Coppe continentali | Coppe continentali | Coppe continentali | Altre coppe | Altre coppe | Altre coppe | Totale | Totale |
| Stagione        | Squadra          | Comp            | Pres       | Reti       | Comp            | Pres            | Reti            | Comp               | Pres               | Reti               | Comp        | Pres        | Reti        | Pres   | Reti   |
| --------------- | ---------------- | --------------- | ---------- | ---------- | --------------- | --------------- | --------------- | ------------------ | ------------------ | ------------------ | ----------- | ----------- | ----------- | ------ | ------ |
| 2006-2007       | Elbasani         | KS              | 4          | 1          | CA              | 0               | 0               | -                  | -                  | -                  | -           | -           | -           | 4      | 1      |
| 2007-2008       | Elbasani         | KS              | 8          | 0          | CA              | 0               | 0               | -                  | -                  | -                  | -           | -           | -           | 8      | 0      |
| 2008-2009       | Elbasani         | KS              | 28         | 3          | CA              | 4               | 0               | -                  | -                  | -                  | -           | -           | -           | 32     | 3      |
| 2009-2010       | Elbasani         | KP              | 13         | 3          | CA              | 0               | 0               | -                  | -                  | -                  | -           | -           | -           | 13+    | 3+     |
| 2010-2011       | Elbasani         | KS              | 28         | 0          | CA              | 0               | 0               | -                  | -                  | -                  | -           | -           | -           | 28     | 0      |
| Totale Elbasani | Totale Elbasani  | Totale Elbasani | 81         | 7          |                 | 4               | 0               |                    | -                  | -                  |             | -           | -           | 85+    | 7+     |
| 2011-2012       | Teuta            | KS              | 23         | 3          | CA              | 4               | 0               | -                  | -                  | -                  | -           | -           | -           | 27     | 3      |
| 2012-2013       | Teuta            | KS              | 21         | 1          | CA              | 4               | 0               | -                  | -                  | -                  | -           | -           | -           | 25     | 1      |
| lug.-ago. 2013  | Teuta            | KS              | 0          | 0          | CA              | 0               | 0               | UEL                | 2                  | 0                  | -           | -           | -           | 2      | 0      |
| Totale Teuta    | Totale Teuta     | Totale Teuta    | 44         | 4          |                 | 8               | 0               |                    | 2                  | 0                  |             | -           | -           | 54     | 4      |
| 2013-2014       | Partizani Tirana | KS              | 26         | 4          | CA              | 4               | 0               | -                  | -                  | -                  | -           | -           | -           | 30     | 4      |
| 2014-2015       | Tirana           | KS              | 22         | 2          | CA              | 6               | 0               | -                  | -                  | -                  | -           | -           | -           | 28     | 2      |
| 2015-2016       | Bylis Ballsh     | KS              | 28         | 1          | CA              | 4               | 0               | -                  | -                  | -                  | -           | -           | -           | 32     | 1      |
| Totale carriera | Totale carriera  | Totale carriera | 201        | 18         |                 | 26              | 0               |                    | 2                  | 0                  |             | -           | -           | 229    | 18     |